# Cernîțea, Brodî
Cernîțea (în ucraineană Черниця) este localitatea de reședință a comunei Cernîțea din raionul Brodî, regiunea Liov, Ucraina.

## Demografie
Componența lingvistică a localității Cernîțea
     Ucraineană (100%)
Conform recensământului din 2001, toată populația localității Cernîțea era vorbitoare de ucraineană (100%).